# Kain Tapper
Kain Tapper (né le 6 juin 1930 à Saarijärvi et mort le 17 août 2004 à Helsinki) est un sculpteur finlandais). Il est aussi académicien et professeur.

## Œuvres publiques
- Äiti, 1956 Valtion taidemuseo
- Hevosenkallo, 1957 Valtion taidemuseo
- Golgatan Kallio, 1961 Église d'Orivesi
- Surumarssi, 1962 Musée de Finlande centrale
- Jean Sibelius , 1964 Hämeenlinna
- Lemmenjoki, 1970 Mairie d'Inari, Ivalo
- Alkukivet, 1985 Université de l'est de la Finlande, Joensuu
- Surumarssi, 1985 Saarijärvi
- Aamu, 1986 Église de Rantakylä, Joensuu
- Ajan virta, 2000 Turku
- Pylväs, 2004 Kotka

## Reconnaissance
- Artiste de l'année du festival d'Helsinki, 1981